# 19 Dywizja Armii Imperium Osmańskiego
19 Dywizja Armii Imperium Osmańskiego – jedna z dywizji piechoty armii tureckiej z czasów I wojny światowej. Pierwszym jej dowódcą był Mustafa Kemal Atatürk, współtwórca i pierwszy premier Republiki Tureckiej.

## Szlak bojowy

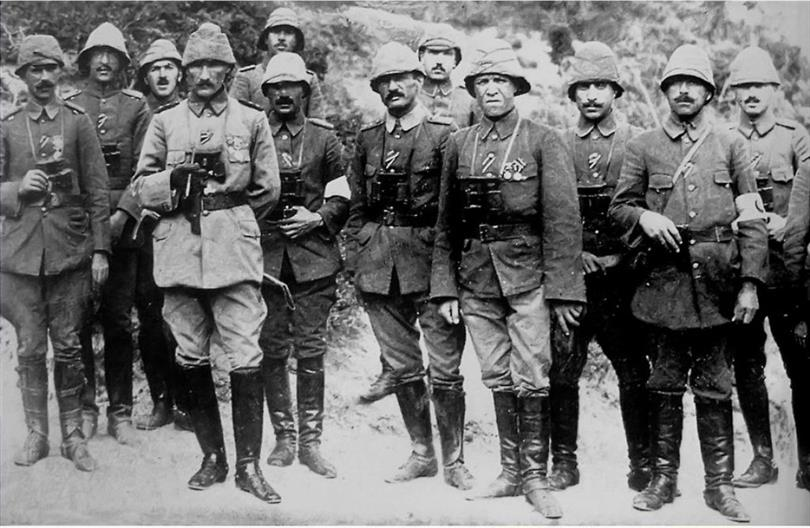
pierwszy dowódca 19 Dywizji Mustafa Kemal Atatürk (w jasnym mundurze) w czasie bitwy o Gallipoli

19 Dywizja sformowana była na przestrzeni od sierpnia do października 1914 roku w Tekirdağ w Tracji.
W 1915 roku dowodzona przez Mustafę Kemala wzięła udział w bitwie o Gallipoli. Wchodziła wtedy w skład III Korpusu 5 Armii. W bitwie tej poniosła znaczne straty, po jej zakończeniu została przeformowana, uzupełniona i przydzielona do XV korpusu. W sierpniu 1916 roku wraz z 20 Dywizją została skierowana na front galicyjski, gdzie wzięła udział w ciężkich walkach z Rosjanami w czasie ofensywy Brusiłowa (1916) oraz ofensywy Kiereńskiego (1917). Ponieważ specyfika walki na froncie europejskim była diametralnie odmienna od sposobu walki o Gallipoli (większa manewrowość, większe użycie artylerii, używanie przez Rosjan gazów bojowych etc.), Turcy ponosili początkowo znaczne straty. Pewnego czasu wymagało też wypracowanie właściwej współpracy między oddziałami tureckimi a niemieckimi i austriackimi. Po zmianach dowodzących wyższego szczebla (sztab korpusu, sztaby dywizji) Turcy odnosili znaczne sukcesy na froncie i dawali dowody męstwa. Po ustaniu walk na froncie galicyjskim 19. dywizja wróciła do Turcji w lipcu 1917 roku. 
Po uzupełnianiach 19 Dywizja została skierowana do walk na Bliskim Wschodzie do trwającej tam kampanii synajsko-palestyńskiej.
W listopadzie 1917 roku wzięła udział w trzeciej bitwie o Gazę, w której starła się z armią brytyjską.
W 1918 roku wzięła udział w bitwie pod Megiddo, gdzie poniosła bardzo duże straty, jak i cała armia turecka na froncie palestyńskim. W dużej mierze przesądziło to o ostatecznej klęsce militarnej Imperium Osmańskiego w I wojnie światowej.

## Dowódcy dywizji

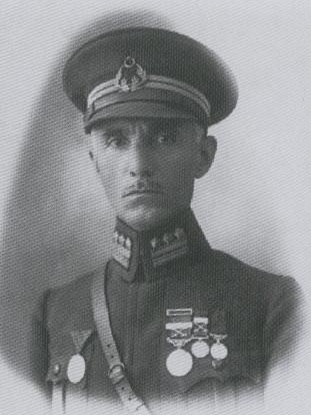
dowódca 19 Dywizji Şefik Aker

- Mustafa Kemal (20 stycznia 1915 – 8 sierpnia 1915)
- ppłk Mehmet Şefik (Aker) (8 sierpnia 1915 – 16 października 1916)
- ppłk Sedat (Doğruer) (1917) (od 16 października 1916)
- Sami Sabit (Karaman)

## Struktura organizacyjna
Na dzień 11 lipca 1916 roku OdeB 19 Dywizji przedstawiała się następująco:
- trzy pułki piechoty (57., 72. i 77.)
- 25 pułk artylerii
- dwie kompanie ckm.
- szwadron kawalerii
- po jednej kompanii inżynieryjnej i sanitarnej
- grupa łączności telegraficznej

## Upamiętnienie
480 żołnierzy XV Korpusu poległych z odniesionych ran na froncie galicyjskim w latach 1916-1917 spoczywa w Budapeszcie na Cmentarzu Tureckim.
Spośród kilkudziesięciu żołnierzy hospitalizowanych w szpitalu garnizonowym w Krakowie (mającym wtedy status twierdzy) zmarło co najmniej 10. Zostali oni pochowani na Cmentarzu Rakowickim, jednak groby nie zachowały się. Upamiętnia ich symboliczny nagrobek zlokalizowany w „kwaterze bośniackiej” (muzułmańskiej) (nr XXIII).